# Archispirostreptus cayennophilus
Archispirostreptus cayennophilus är en mångfotingart som beskrevs av Filippo Silvestri 1897. Archispirostreptus cayennophilus ingår i släktet Archispirostreptus och familjen Spirostreptidae. Inga underarter finns listade i Catalogue of Life.